# Emam Ashour
Emam Ashour Metwally Abdelghany, noto semplicemente come Emam Ashour (in arabo امام عاشور متولى عبد الغنى‎?; El Senbellawein, 20 febbraio 1998), è un calciatore egiziano, centrocampista dell'Al-Ahly e della nazionale egiziana.

## Carriera

### Club
Il 5 agosto 2019 passa allo Zamalek in cambio di 12 milioni di EGP, firmando un quinquennale. Dopo la cessione di Ferjani Sassi nel 2021, si ritaglia uno spazio da titolare a centrocampo, rendendosi autore di buone prestazioni.
Il 31 gennaio 2023 si trasferisce in Danimarca, accordandosi con il Midtjylland fino al 2027. È il terzo egiziano – dopo Mohamed Zidan e Alexander Jakobsen – ad indossare la maglia del club danese.

### Nazionale
Dopo aver vinto la Coppa d'Africa Under-23 nel 2019, nel 2021 prende parte alle Olimpiadi di Tokyo con la selezione olimpica. Esordisce con la nazionale egiziana il 16 novembre 2021 in Egitto-Gabon (2-1), valida per le qualificazioni ai Mondiali 2022, subentrando al 60' al posto di Ahmed Yasser Rayan. Il 29 dicembre 2021 viene incluso dal CT Carlos Queiroz nella lista definitiva dei 25 convocati per la fase finale della Coppa d'Africa 2021, dove l'Egitto viene sconfitto in finale dal Senegal ai calci di rigore.
Il 30 dicembre 2023 viene incluso dal CT Rui Vitória nella rosa dei 27 convocati per la fase finale della Coppa d'Africa 2023, disputata in Costa d'Avorio. L'Egitto verrà eliminato agli ottavi di finale dalla RD del Congo ai calci di rigore.

## Statistiche

### Presenze e reti nei club
Statistiche aggiornate al 26 giugno 2025.
| Stagione        | Squadra         | Campionato      | Campionato | Campionato | Coppe nazionali | Coppe nazionali | Coppe nazionali | Coppe continentali | Coppe continentali | Coppe continentali | Altre coppe  | Altre coppe | Altre coppe | Totale | Totale |
| Stagione        | Squadra         | Comp            | Pres       | Reti       | Comp            | Pres            | Reti            | Comp               | Pres               | Reti               | Comp         | Pres        | Reti        | Pres   | Reti   |
| --------------- | --------------- | --------------- | ---------- | ---------- | --------------- | --------------- | --------------- | ------------------ | ------------------ | ------------------ | ------------ | ----------- | ----------- | ------ | ------ |
| 2018-2019       | Haras El-Hodood | PL              | 31         | 4          | CE              | 1               | 0               | -                  | -                  | -                  | -            | -           | -           | 32     | 4      |
| 2019-2020       | Zamalek         | PL              | 12         | 1          | CE              | 5               | 1               | CCL                | 0                  | 0                  | SE+SA        | 1+0         | 0           | 18     | 2      |
| 2020-2021       | Zamalek         | PL              | 21         | 5          | CE              | 3               | 1               | CCL                | 4                  | 0                  | -            | -           | -           | 28     | 6      |
| 2021-2022       | Zamalek         | PL              | 29         | 5          | CE+CdL          | 3+0             | 0               | CCL                | 7                  | 0                  | SE           | 1           | 0           | 40     | 5      |
| 2022-gen. 2023  | Zamalek         | PL              | 15         | 2          | CE+CdL          | 0+0             | 0               | CCL                | 1                  | 0                  | SE           | 0           | 0           | 16     | 2      |
| Totale Zamalek  | Totale Zamalek  | Totale Zamalek  | 77         | 13         |                 | 11              | 2               |                    | 12                 | 0                  |              | 2           | 0           | 102    | 15     |
| gen.-giu. 2023  | Midtjylland     | SL              | 5          | 1          | CD              | -               | -               | UEL                | 2                  | 1                  | -            | -           | -           | 7      | 2      |
| 2023-2024       | Al-Ahly         | PL              | 26         | 8          | CE              | 2               | 2               | AFL+CCL            | 1+11               | 0                  | SE+SA+Cmc    | 2+1+3       | 0+0+1       | 46     | 11     |
| 2024-2025       | Al-Ahly         | PL              | 16+7       | 9+4        | CE+CdL          | 0+0             | 0               | CCL                | 11                 | 5                  | SE+SA+CI+Cmc | 2+1+2+1     | 0+0+1+0     | 40     | 19     |
| Totale Al Ahly  | Totale Al Ahly  | Totale Al Ahly  | 49         | 21         |                 | 2               | 2               |                    | 23                 | 5                  |              | 12          | 2           | 86     | 30     |
| Totale carriera | Totale carriera | Totale carriera | 162        | 39         |                 | 14              | 4               |                    | 37                 | 6                  |              | 14          | 2           | 227    | 51     |

### Cronologia presenze e reti in nazionale
| Cronologia completa delle presenze e delle reti in nazionale ― Egitto | Cronologia completa delle presenze e delle reti in nazionale ― Egitto | Cronologia completa delle presenze e delle reti in nazionale ― Egitto | Cronologia completa delle presenze e delle reti in nazionale ― Egitto | Cronologia completa delle presenze e delle reti in nazionale ― Egitto | Cronologia completa delle presenze e delle reti in nazionale ― Egitto | Cronologia completa delle presenze e delle reti in nazionale ― Egitto | Cronologia completa delle presenze e delle reti in nazionale ― Egitto |
| Data                                                                  | Città                                                                 | In casa                                                               | Risultato                                                             | Ospiti                                                                | Competizione                                                          | Reti                                                                  | Note                                                                  |
| --------------------------------------------------------------------- | --------------------------------------------------------------------- | --------------------------------------------------------------------- | --------------------------------------------------------------------- | --------------------------------------------------------------------- | --------------------------------------------------------------------- | --------------------------------------------------------------------- | --------------------------------------------------------------------- |
| 16-11-2021                                                            | Alessandria d'Egitto                                                  | Egitto                                                                | 2 – 1                                                                 | Gabon                                                                 | Qual. Mondiali 2022                                                   | -                                                                     | 60’                                                                   |
| 3-2-2022                                                              | Yaoundé                                                               | Camerun                                                               | 0 – 0 dts (1 – 3 dtr)                                                 | Egitto                                                                | Coppa d'Africa 2021 - Semifinale                                      | -                                                                     | 86’                                                                   |
| 6-2-2022                                                              | Yaoundé                                                               | Senegal                                                               | 0 – 0 dts (4 – 2 dtr)                                                 | Egitto                                                                | Coppa d'Africa 2021 - Finale                                          | -                                                                     |                                                                       |
| 29-3-2022                                                             | Dakar                                                                 | Senegal                                                               | 1 – 0 dts (3 – 1 dtr)                                                 | Egitto                                                                | Qual. Mondiali 2022                                                   | -                                                                     | 36’                                                                   |
| 5-6-2022                                                              | Il Cairo                                                              | Egitto                                                                | 1 – 0                                                                 | Guinea                                                                | Qual. Coppa d'Africa 2023                                             | -                                                                     | 74’                                                                   |
| 9-6-2022                                                              | Lilongwe                                                              | Etiopia                                                               | 2 – 0                                                                 | Egitto                                                                | Qual. Coppa d'Africa 2023                                             | -                                                                     |                                                                       |
| 23-9-2022                                                             | Alessandria d'Egitto                                                  | Egitto                                                                | 3 – 0                                                                 | Niger                                                                 | Amichevole                                                            | -                                                                     | 46’                                                                   |
| 27-9-2022                                                             | Alessandria d'Egitto                                                  | Egitto                                                                | 3 – 0                                                                 | Liberia                                                               | Amichevole                                                            | -                                                                     | 77’                                                                   |
| 18-11-2022                                                            | Al Kuwait                                                             | Egitto                                                                | 2 – 1                                                                 | Belgio                                                                | Amichevole                                                            | -                                                                     | 88’                                                                   |
| 24-3-2023                                                             | Il Cairo                                                              | Egitto                                                                | 2 – 0                                                                 | Malawi                                                                | Qual. Coppa d'Africa 2023                                             | -                                                                     | 68’                                                                   |
| 28-3-2023                                                             | Lilongwe                                                              | Malawi                                                                | 0 – 4                                                                 | Egitto                                                                | Qual. Coppa d'Africa 2023                                             | -                                                                     | 69’                                                                   |
| 7-1-2024                                                              | Il Cairo                                                              | Egitto                                                                | 2 – 0                                                                 | Tanzania                                                              | Amichevole                                                            | -                                                                     | 61’                                                                   |
| 14-1-2024                                                             | Abidjan                                                               | Egitto                                                                | 2 – 2                                                                 | Mozambico                                                             | Coppa d'Africa 2023 - 1º turno                                        | -                                                                     | 78’                                                                   |
| 18-1-2024                                                             | Abidjan                                                               | Egitto                                                                | 2 – 2                                                                 | Ghana                                                                 | Coppa d'Africa 2023 - 1º turno                                        | -                                                                     |                                                                       |
| 22-1-2024                                                             | Abidjan                                                               | Capo Verde                                                            | 2 – 2                                                                 | Egitto                                                                | Coppa d'Africa 2023 - 1º turno                                        | -                                                                     |                                                                       |
| 22-3-2024                                                             | Il Cairo                                                              | Egitto                                                                | 1 – 0                                                                 | Nuova Zelanda                                                         | Amichevole                                                            | -                                                                     | 26’                                                                   |
| 6-6-2024                                                              | Il Cairo                                                              | Egitto                                                                | 2 – 1                                                                 | Burkina Faso                                                          | Qual. Mondiali 2026                                                   | -                                                                     | 58’                                                                   |
| 10-6-2024                                                             | Bissau                                                                | Guinea-Bissau                                                         | 1 – 1                                                                 | Egitto                                                                | Qual. Mondiali 2026                                                   | -                                                                     | 46’                                                                   |
| Totale                                                                |                                                                       | Presenze                                                              | 18                                                                    |                                                                       | Reti                                                                  | 0                                                                     |                                                                       |

| Cronologia completa delle presenze e delle reti in nazionale ― Egitto olimpica | Cronologia completa delle presenze e delle reti in nazionale ― Egitto olimpica | Cronologia completa delle presenze e delle reti in nazionale ― Egitto olimpica | Cronologia completa delle presenze e delle reti in nazionale ― Egitto olimpica | Cronologia completa delle presenze e delle reti in nazionale ― Egitto olimpica | Cronologia completa delle presenze e delle reti in nazionale ― Egitto olimpica | Cronologia completa delle presenze e delle reti in nazionale ― Egitto olimpica | Cronologia completa delle presenze e delle reti in nazionale ― Egitto olimpica |
| Data                                                                           | Città                                                                          | In casa                                                                        | Risultato                                                                      | Ospiti                                                                         | Competizione                                                                   | Reti                                                                           | Note                                                                           |
| ------------------------------------------------------------------------------ | ------------------------------------------------------------------------------ | ------------------------------------------------------------------------------ | ------------------------------------------------------------------------------ | ------------------------------------------------------------------------------ | ------------------------------------------------------------------------------ | ------------------------------------------------------------------------------ | ------------------------------------------------------------------------------ |
| 22-7-2021                                                                      | Sapporo                                                                        | Egitto olimpica                                                                | 0 – 0                                                                          | Spagna olimpica                                                                | Olimpiadi 2020 - 1º turno                                                      | -                                                                              | 63’                                                                            |
| 28-7-2021                                                                      | Rifu                                                                           | Australia olimpica                                                             | 0 – 2                                                                          | Egitto olimpica                                                                | Olimpiadi 2020 - 1º turno                                                      | -                                                                              | 91’                                                                            |
| 31-7-2021                                                                      | Saitama                                                                        | Brasile olimpica                                                               | 1 – 0                                                                          | Egitto olimpica                                                                | Olimpiadi 2020 - Quarti di finale                                              | -                                                                              | 62’                                                                            |
| Totale                                                                         |                                                                                | Presenze                                                                       | 3                                                                              |                                                                                | Reti                                                                           | 0                                                                              |                                                                                |

## Palmarès

### Club

#### Competizioni nazionali
- Campionato egiziano: 4

Zamalek: 2020-2021, 2021-2022
Al-Ahly: 2023-2024, 2024-2025
- Coppa d'Egitto: 3

Zamalek: 2018-2019, 2020-2021
Al-Ahly: 2022-2023
- Supercoppa d'Egitto: 3

Zamalek: 2019
Al-Ahly: 2023, 2024

#### Competizioni internazionali
- Supercoppa CAF: 1

Zamalek: 2020
- CAF Champions League: 1

Al-Ahly: 2023-2024
- Coppa Intercontinentale FIFA - Coppa Africa-Asia-Pacifico: 1

Al-Ahy: 2024

### Nazionale
- Coppa d'Africa Under-23: 1

Egitto 2019